# Cobria fuscostictica
Cobria fuscostictica là một loài bọ cánh cứng trong họ Cerambycidae.